# Mednarodno priznanje Donecke ljudske republike in Luganske ljudske republike
Donecka ljudska republika (DLR) in Luganska ljudska republika (LLR) sta ruski marionetni državi v Donbasu v Ukrajini. Obe sta razglasili neodvisnost od Ukrajine po nezakonitem in mednarodno nepriznanem referendumu leta 2014. Ukrajinska vlada meni, da so entitete pod terorističnim nadzorom.
DLR in LLR sta leta 2014 poskušali skleniti zvezo Nova Rusija, čeprav je bila ustanovitev konfederacije do leta 2015 opuščena. Leta 2014 je Južna Osetija, ki je tudi sama separatistična nepriznana država, ki jo podpira Rusija; zahteva jo Gruzija, priznala neodvisnost obeh kvazidržav.
Obe kvazidržavi je Rusija kot suvereni državi priznala 21. februarja 2022, štiri dni kasneje ji je sledila Abhazija, še ena odcepljena proruska kvazidržava na ozemlju Gruzije. Kvazidržavi sta kasneje priznali še dve državi, ki ju priznavajo Združeni narodi: Sirija pod režimom Bašarja al Asada 29. junija 2022 in Severna Koreja 13. julija 2022.

## Zgodovina in trenutno stanje
Novembra 2014 so predstavniki Nove Rusije poslali prošnjo za diplomatsko priznanje več latinskoameriškim državam, vključno s Kubo, Nikaragvo in Venezuelo. Nobena država na prošnjo ni odgovorila.
Maja 2015 je bila konfederacija Nove Rusije "zamrznjena" zaradi njene "nezdružljivosti z načrti normandijskega formata za mirovno rešitev", ki je spodbujal avtonomnost DLR in LLR znotraj ukrajinskih meja.
Ozemlje, ki ga nadzorujeta obe republiki, kot del Ukrajine priznavajo skoraj vse države na svetu, razen Rusije in držav, ki izkazujejo svojo podporo ruskemu priznanju. Ljudski republiki Doneck in Lugansk sta mednarodno priznanje prejeli samo ena od druge (med Ljudsko republiko Doneck in Ljudsko republiko Lugansk), od Rusije, Abhazije in Južne Osetije.
15. februarja 2022 je ruska državna duma izglasovala zahtevo predsedniku Vladimirju Putinu, da samorazglašeni ljudski republiki Doneck in Lugansk v Ukrajini prizna kot neodvisni državi. Predlog zakona je predlagala komunistična partija.
Državna duma Rusije je 21. februarja 2022 sprejela predlog zakona o uradnem priznanju samooklicane Donecke ljudske republike in Luganske ljudske republike v vzhodni Ukrajini kot neodvisni državi. Predlog zakona je potrdil predsednik Vladimir Putin. Istega dne je ruski predsednik Vladimir Putin podpisal odloka o priznanju Donecke ljudske republike in Luganske ljudske republike ter podpisal sporazume o prijateljstvu, sodelovanju in pomoči z republikama.
24. februarja 2022 je Rusija vdrla v Ukrajino in s tem začela svojo prisotnost na ozemljih obeh republik. Medtem je priznanje 25. februarja 2022 v celoti izvedla tudi Abhazija s predsedniškim odlokom Aslana Bzhania.
Anketa, ki jo je objavil neodvisni center Levada, je pokazala, da 45 % Rusov podpira rusko priznanje separatističnih Ljudskih republik Doneck in Lugansk.
Poslanec državne dume Mihajil Matvejev je glasoval za priznanje samooklicanih republik Doneck in Lugansk, a je kasneje obsodil rusko invazijo na Ukrajino leta 2022 in izjavil,
"Glasoval sem za mir in ne vojno. Želel sem, da Rusija postane ščit, da  Donbas ne bi bil bombardiran, in ne zato, da bi bil bombardiran Kijev."— Mihajil Matvejev, 

## Stališča držav in organizacij

### Države, ki uradno priznavajo Ljudsko republiko Doneck in Ljudsko republiko Lugansk kot neodvisni državi

#### Države članice ZN
|   | Država         | Datum priznanja  | Vzpostavljeni diplomatski odnosi | Opombe |
| - | -------------- | ---------------- | -------------------------------- | --- |
| 1 | Rusija         | 21. februar 2022 | 21. februar 2022                 | V svojem nagovoru ob priznanju DLR in LLR je Putin podprl tudi njune ozemeljske zahteve po Donbasu v Ukrajini. |
| 2 | Sirija         | 29. junij 2022   |                                  | Februarja 2022 je zunanji minister Faisal Mekdad na dogodku v Moskvi izjavil, da "Sirija podpira odločitev predsednika Vladimirja Putina, da prizna republiki Lugansk in Doneck". Sirska državna tiskovna agencija SANA je kasneje poročala, da je Sirija "pripravljena graditi odnose z republikama Lugansk in Doneck". Kot odgovor na priznanje je Ukrajina prekinila vse svoje diplomatske odnose s Sirijo, Sirija storila enako 22. julija 2022. Pred prekinitvijo odnosov sta bili veleposlaništvi obeh držav zaprti leta 2016 oziroma 2018 med državljansko vojno v Siriji. 8. decembra 2024 je batistični režim Bašarja al Asada padel, nova oblast se še ni razjasnila glede priznanja. |
| 3 | Severna Koreja | 13. julij 2022   |                                  | 13. julija 2022 je korejska osrednja tiskovna agencija poročala, da je zunanji minister Severne Koreje Čoe Son-hui poslal pisma kolegoma v republikah Doneck in Lugansk, v katerih je priznal neodvisnost republik in izrazil željo po razvoju meddržavnih odnosov. Zaradi priznanja je Ukrajina pretrgala diplomatske odnose s Severno Korejo. |

#### De factodržave
|   | Država                                                 | Datum priznanja                           | Vzpostavljeni diplomatski odnosi         | Opombe |
| - | ------------------------------------------------------ | ----------------------------------------- | ---------------------------------------- | --- |
| 1 | Donecka ljudska republika · Luganska ljudska republika | 11. maj 2014                              | 11. maj 2014                             | Tako Donecka kot Luganska ljudska republika sta istočasno razglasili neodvisnost in sta bili pred tem od leta 2014 do 2015 združeni v konfederacijo Nova Rusija. |
| 2 | Južna Osetija                                          | 18. junij 2014 (LLR) 27. junij 2014 (DLR) | 28. januar 2015 (LLR) 12. maj 2015 (DLR) | Varnostni svet Južne Osetije je 27. junija 2014 sklenil priznati Ljudsko republiko Doneck. Predsednik Južne Osetije je za medije izjavil: "Verjamem, da je priznanje republike Doneck pravi korak, prebivalci Južne Osetije odločitev podpirajo in pozdravljajo."                           |
| 3 | Abhazija                                               | 25. februar 2022                          | 9. marec 2022 (DLR) 10. marec 2022 (LLR) | Ministrstvo za zunanje zadeve je 22. februarja 2022 objavilo izjavo, v kateri pozdravlja rusko priznanje neodvisnosti Ljudskih republik Doneck in Lugansk. 25. februarja 2022 je predsednik Aslan Bzhania oznanil priznanje Donecke ljudske republike Doneck in Luganske ljudske republike. |

### Države in organizacije, ki podpirajo rusko priznanje LR Doneck in LR Lugansk kot neodvisnih držav

#### Države članice ZN
| Država                   | Opombe |
| ------------------------ | --- |
| Belorusija               | Belorusko zunanje ministrstvo je kljub pozivom k priznanju obeh republik priznanje zavrnilo, a je podprlo odločitev Rusije. V izjavi piše: »V takih razmerah spoštljivo razumemo odločitev ruske strani, da prizna neodvisnost Ljudskih republik Doneck in Lugansk. Republika Belorusija se je vedno aktivno in dosledno zavzemala za mirno rešitev konflikta v jugovzhodni Ukrajini. Še vedno menimo, da so diplomatske metode prednostna naloga in smo k temu procesu pripravljeni prispevati na vse možne načine.« |
| Srednjeafriška republika | Predsednik Faustin-Archange Touadéra je za RIA Novosti izjavil: »Verjamem, da bo ta odločitev nedvomno rešila življenja in preprečila veliko nasilja. Po naši analizi je cilj te odločitve reševanje življenj. To odločitev podpirajo mnogi, ker se želi izogniti nasilju in izgubi človeških življenj.” |
| Nikaragva                | Predsednik Daniel Ortega je izjavil: "Prepričan sem, da bodo ljudje glasovali za vključitev svojih regij v Rusijo, če bodo tam izvedli referendum, kot je bil narejen na Krimu. To je rusko prebivalstvo in ni podvrženo diktatu Nata, EU in ZDA.« |
| Sudan                    | Namestnik vodje suverenega sveta Mohamed Hamdan Dagalo je izjavil: »Rusija ima pravico delovati v interesu svojih državljanov in zaščititi svoje ljudi. Pravico ima po ustavi in po zakonu. Ves svet se mora zavedati, da ima pravico braniti svoje ljudi.« |
| Venezuela                | Predsednik Nicolás Maduro je "ponovno potrdil vso svojo podporo" ruskemu predsedniku Putinu "v obrambi miru v Rusiji" in izjavil, da je "ozemlje Luganska in Donecka prevzelo funkcije ljudskih republik, da bi se branili pred pokolom fašističnih vladnih sektorjev, ki so v Ukrajini usmrčevali lovce, lovke, napadali družine, bombardirali in s težkim orožjem začeli spopad." |

#### De factodržave
| Država | Opombe |
| ------ | --- |
| Arcah  | Arayik Harutyunyan, predsednik samooklicane republike Artsakh, je podal izjavo, v kateri je pozdravil priznanje neodvisnosti ljudskih republik. Dejal je, da je "pravica narodov do samoodločbe in izgradnje lastne države neodtujljiva za vsako ljudstvo in je temeljno načelo mednarodnega prava". |

### Države in organizacije, ki nasprotujejo priznanju Donecke in Luganske ljudske republike kot neodvisnih držav

#### Države članice ZN
| State                   | Notes |
| ----------------------- | --- |
| Albanija                | Albanska ministrica za Evropo in zunanje zadeve Olta Xhaçka je na Twitterju objavila izjavo: "Albanija obsoja rusko priznanje neodvisnosti regij Donecka in Luganska. Očitna kršitev mednarodnega prava, minškega sporazuma, kot tudi kršitev Ukrajinske ozemeljske celovitosti in suverenosti. Albanija je združena s partnerji in zavezniki v podporo Ukrajini." |
| Argentina               | Ministrstvo za zunanje zadeve in bogoslužje je ponovilo poziv generalnega sekretarja ZN Gutérresa k spoštovanju ozemeljske suverenosti in pozvalo k mirni rešitvi konflikta. Argentina je tudi pozvala k spoštovanju Ustanovne listine Združenih narodov in mednarodnega prava. |
| Avstralija              | Avstralski minister za zunanje zadeve je obsodil rusko priznanje in dejal, da "grobo spodkopava suverenost in ozemeljsko celovitost Ukrajine ter da po mednarodnem pravu nima nobene veljave." Minister je prav tako obsodil napoved predsednika Putina, da bo Rusija "v vzhodno Ukrajino poslala t. i. mirovnike", in dejal, da "to osebje niso mirovniki". |
| Avstrija                | Avstrijski zunanji minister Alexander Schallenberg je izjavil, da je priznanje samooklicanih ljudskih republik s strani Ruske federacije "huda kršitev suverenosti in ozemeljske celovitosti Ukrajine in jo kategorično obsojamo." |
| Belgija                 | Belgijska ministrica za zunanje zadeve Sophie Wilmès je tvitnila: "Belgija obsoja priznanje separatističnih ozemelj v Ukrajini. Gre za kršitev mednarodnega prava, minških sporazumov in ozemeljske celovitosti Ukrajine. Tesno bomo sodelovali z našimi partnerji iz EU in Nata, da se bomo odzvali odločno in enotno." |
| Bosna in Hercegovina    | Bošnjaški član predsedstva Šefik Džaferović je obsodil ruska priznanja neodvisnosti. "Bosna in Hercegovina spoštuje in podpira ozemeljsko celovitost in suverenost Ukrajine. Obsojam odločitev Ruske federacije, da prizna obe ukrajinski regiji kot državi, kar je očitna kršitev mednarodnega prava," je dejal Džaferović. Srbski član predsedstva Milorad Dodik je dejal, da je to njegovo osebno mnenje. Po poročanju radia Free Europe je dejal, da si bo entiteta Republika Srbska glede vprašanja Ukrajine prizadevala za nevtralnost na nacionalni ravni. Predsednik predsedstva Željko Komšić je ostro obsodil "ruski napad na ozemlje Ukrajine."              |
| Bolgarija               | Odnosi med Bolgarijo in Rusijo so bili dolga leta zmerni. Na dan Putinovega ukaza ke predsednik vlade Kiril Petkov obsodil Putinovo priznanje. Izjavil je: "Še naprej ohranjamo ozemeljsko celovitost Ukrajine znotraj njenih mednarodno priznanih meja. Mednarodno pravo je treba spoštovati. Evropska unija se bo odzvala enotno v našo obrambo." V isti izjavi je bolgarsko zunanje ministrstvo objavilo izjavo, da je "priznanje Donecke in Luganske separatistične republike groba kršitev mednarodnega prava in spodkopava evropsko varnost. Takšna eskalacija zahteva enoten in odločen odziv."                                                                  |
| Kanada                  | Predsednik kanadske vlade Justin Trudeau je obsodil Putinova dejanja in jih označil za "očitno kršitev suverenosti Ukrajine." Trudeau je napovedal uvajanje gospodarskih sankcij. |
| Kitajska                | Vang Venbin, tiskovni predstavnik ministrstva za zunanje zadeve Ljudske republike Kitajske, je na novinarsko vprašanje odgovoril z: "Kitajsko stališče glede ukrajinskega vprašanja je dosledno. Spoštovati je treba legitimne varnostne interese katere koli države ter skupaj varovati cilje in načela Ustanovne listine ZN." |
| Kostarika               | Kostariška vlada je podprla izjavo generalnega sekretarja ZN, v kateri je navedel, da priznanje Donecke ljudske republike in Ljudske republike Lugansk krši ukrajinsko ozemeljsko celovitost. Kostarika je tudi pozvala k deeskalaciji razmer v Vzhodni Evropi, razmere pa je treba rešiti z dialogom. |
| Hrvaška                 | Hrvaški premier Andrej Plenković je tvitnil: "Obsojamo rusko priznanje samooklicanih regij Doneck in Lugansk, kar je kršitev mednarodnega prava in ozemeljske celovitosti #Ukraine. Skupaj s partnerji (Evropsko unijo) izražamo solidarnost z @ZelenskyUa in (ukrajinskim) ljudstvom." |
| Ciper                   | "Ministrstvo za zunanje zadeve Republike Ciper v luči dogodkov v Ukrajini ponovno izraža podporo suverenosti, neodvisnosti in ozemeljski celovitosti Ukrajine znotraj njenih mednarodno priznanih meja." |
| Češka republika         | Številni češki uradniki so obsodili Putinovo priznanje neodvisnosti separatističnih ukrajinskih republik ter jih označili kot "kršitev minških sporazumov in mednarodnega prava". Češko zunanje ministrstvo je dejalo, da gre za grobo kršitev suverenosti in celovitosti Ukrajine. Predsednik vlade Petr Fiala je izjavil, da Češka trdno stoji za svobodno in neodvisno Ukrajino ter da iz lastnih zgodovinskih izkušenj ve, da takšni koraki nikoli ne vodijo k miru. |
| Danska                  | Danska predsednica vlade Mette Frederiksen je na Twitterju objavila: "Odločitev Rusije, da tako imenovani DNR in LNR v Ukrajini prizna kot neodvisni regiji, je očitna kršitev ukrajinske suverenosti in mednarodnega prava. Danska obsoja odločitev, ki ne bo ostala brez odgovora. Ukrajini stojimo ob strani." |
| Estonija                | Zunanja ministrica Eva-Maria Liimets: "Naša podpora suverenosti in ozemeljski celovitosti Ukrajine je neomajna". |
| Finska                  | Urad finskega predsednika Saulija Niinistöja je podal izjavo: "Finska obsoja enostranska dejanja Rusije, ki kršijo suverenost in ozemeljsko celovitost Ukrajine. Priznanje separatističnih regij v vzhodni Ukrajini je resna kršitev minških sporazumov. Finska se na ruska dejanja odziva v skladu z odzivom Evropske unije." |
| Francija                | Francoski predsednik Emmanuel Macron, ki je v luči rusko-ukrajinske krize 2021-2022 predlagal vrh med Bidnom in Putinom, je nekaj ur po priznanju obsodil priznanje in zahteval sankcije. |
| Gruzija                 | Gruzijska predsednica Salome Zourabičvili je na Twitterju objavila: "Gruzija odločno obsoja rusko priznanje ukrajinskih regij in ponavlja scenarij, ki je pripeljal do zasedbe 20 % našega ozemlja. Gruzija vam [Ukrajincem] stoji ob strani in podpira ozemeljsko celovitost in mir v Ukrajini." |
| Nemčija                 | Nemški kancler Olaf Scholz je obsodil priznanje obeh regij, ki je pomenilo "enostransko kršitev" minških sporazumov, ki so umirili sovražnosti v Donbasu. |
| Grčija                  | Grško ministrstvo za zunanje zadeve je sporočilo: "Rusija je nezakonito priznala in enostransko razglasila "neodvisnosti" ukrajinskih separatističnih regij Doneck in Lugansk, kar pomeni očitno kršitev temeljnih načel mednarodnega prava, ozemeljske celovitosti Ukrajine in minških sporazumov." |
| Gvatemala               | Gvatemalska vlada je v torek obsodila "enostransko priznanje separatističnih republik" Doneck in Lugansk v Ukrajini, ki ga je ruski predsednik Vladimir Putin napovedal ponedeljek pred tem. |
| Honduras                | Honduraško zunanje ministrstvo je vpletene strani pozvalo, naj poiščejo izhod z dialogom. Honduraško zunanje ministrstvo tudi poudarja pomen Ukrajine za mirno sobivanje v Evropi in poziva druge sile, naj ne posredujejo v Ukrajini ter branijo mednarodni sistem, ki temelji na mednarodnem pravu in spoštujejo suverenost in ozemeljsko celovitost Ukrajine. |
| Madžarska               | Predsednik madžarske vlade Viktor Orbán je zagotovil, da Madžarska še naprej podpira suverenost in ozemeljsko celovitost Ukrajine. Dodal je, da bo Madžarska podprla skupna prizadevanja Evropske unije za rešitev spora. |
| Islandija               | Islandska predsednica vlade Katrín Jakobsdóttir je na Twitterju sporočila: "Skrbi me za nedolžne civiliste v regiji. To je nesprejemljiva kršitev mednarodnega prava. Eskalacija in oboroženi spopadi niso rešitev za sedanje izzive. Vrata za diplomacijo morajo ostati odprta." |
| Indonezija              | Indonezijski predsednik Joko Widodo je dejal, da se strinja z generalnim sekretarjem ZN in poziva k čimprejšnji prekinitvi napetosti v Ukrajini, da obe strani poziva k zadržanosti in da nikoli ne bo dovolil vojne. Tiskovni predstavnik zunanjega ministrstva Teuku Faizasyah je izjavil, da Indonezija odločno sledi ustanovni listini ZN in mednarodnemu pravu o ozemeljski celovitosti naroda ter obsoja vsako potezo, ki jasno krši ozemeljsko celovitost in suverenost naroda. |
| Irska                   | Irski minister za zunanje zadeve Simon Coveney je izjavil: "Irska neomajno podpira suverenost in ozemeljsko celovitost Ukrajine znotraj njenih mednarodno priznanih meja ter njeno pravico do izbire lastne zunanje in varnostne politike. Odločitev Ruske federacije, da nadaljuje s priznavanjem nevladnih območij v ukrajinskih regijah Doneck in Lugansk kot neodvisnih entitet, je v nasprotju z mednarodnim pravom, pomeni očitno kršitev ozemeljske celovitosti Ukrajine ter jasno in enostransko kršitev minških sporazumov. Irska podpira jasen in odločen odziv EU, vključno z dodatnimi sankcijami."                                                         |
| Izrael                  | Ministrstvo za zunanje zadeve se strinja z zaskrbljenostjo mednarodne skupnosti glede ukrepov na vzhodu Ukrajine in resnega zaostrovanja razmer. Izrael upa na diplomatsko rešitev, ki bo privedla do miru, in je v primeru zaprositve pripravljen pomagati. Izrael podpira ozemeljsko celovitost in suverenost Ukrajine. |
| Italija                 | Italijanski zunanji minister Luigi Di Maio je prek ministrstva za zunanje zadeve in mednarodno sodelovanje obsodil odločitev ruskih oblasti o priznanju separatističnih republik Lugansk in Doneck ter kršitvi minškega sporazuma. Od leta 2016 imata DLR in LLR v Italiji neuradna predstavništva (v Torinu, Veroni in Messini), ki jih italijanski organi ne priznavajo. |
| Japonska                | Japonski premier Fumio Kišida je obsodil rusko priznanje neodvisnosti Donecka in Luganska ter ga označil za kršitev ukrajinske suverenosti. Zunanji minister Jošimasa Hajaši je dejal, da bo Japonska pri uvajanju sankcij proti Rusiji sodelovala z mednarodno skupnostjo, vključno z G7. |
| Kazakhstan              | Pred sestankom kazahstanskega varnostnega sveta je minister za zunanje zadeve izjavil: "Zagotavljam vam, da Kazahstan ne bo priznal ljudskih republik Doneck in Lugansk. Izhajamo iz temeljev mednarodnega prava in temeljnih načel Ustanovne listine ZN." |
| Kenija                  | Kenijski predstavnik ZN Martin Kimani je v izjavi, v kateri je obsodil rusko priznanje, izjavil, da so se Kenija in številni afriški narodi "rodili" s koncem kolonializma in niso mogli sami določiti svojih meja. Toda namesto da bi si prizadevale za države, ki bi temeljile na "etnični, rasni ali verski homogenosti", kar bi pomenilo tveganje desetletij "krvavih vojn", so se države "dogovorile, da se bomo zadovoljile s podedovanimi mejami. Namesto da bi oblikovali narode, ki bi z nevarno nostalgijo gledali nazaj v zgodovino, smo se odločili, da bomo gledali naprej v veličino, ki je nobeden od naših številnih narodov in ljudstev še ni poznal." |
| Kirgizistan             | Kirgizistanski minister za zunanje zadeve je izjavil, da Kirgizija odločno podpira spoštovanje splošno priznanih norm in načel mednarodnega prava, določenih v Ustanovni listini ZN in drugih dokumentih, vključno z ozemeljsko celovitostjo držav in mirno reševanje sporov. Hkrati je poudaril pomen spoštovanja načela nedeljivosti varnosti. |
| Latvija                 | Latvijska vlada je priznanje obsodila v naslednji izjavi: "Latvija odločno obsoja dejanja Rusije in poziva mednarodno skupnost, naj sprejme najostrejše možne ukrepe za ustavitev ruske agresije in ponudi pomoč Ukrajini. [...] Mi, predsednik Saeime, predsednik vlade in minister za zunanje zadeve Latvije, smo v imenu latvijskega ljudstva solidarni z ukrajinskim narodom in nudimo neomajno podporo svobodi, suverenosti in ozemeljski celovitosti Ukrajine." |
| Lihtenštajn             | Ministrstvo za zunanje zadeve je na Twitterju objavilo: "Lihtenštajn je globoko zaskrbljen zaradi ruskega priznanja nekaterih delov ukrajinskih regij Lugansk in Doneck, kar je očitna kršitev ozemeljske celovitosti in suverenosti Ukrajine, minških sporazumov, ki jih je potrdil Varnostni svet Združenih narodov, ter Ustanovne listine Združenih narodov in pravil, ki urejajo vodenje mednarodnih odnosov. Lihtenštajn izraža solidarnost z ukrajinskim ljudstvom in vlado ter poziva k mirni rešitvi vseh vprašanj z diplomatskimi sredstvi in v skladu z mednarodnim pravom."                                                                                  |
| Litva                   | Ministrstvo za zunanje zadeve Litve ostro obsoja odločitev Rusije, da dve proruski separatistični območji v ukrajinskih regijah Lugansk in Doneck, prizna kot neodvisni. "Ta odločitev pomeni grobo kršitev načel, zapisanih v Ustanovni listini Združenih narodov in mednarodnem pravu, Helsinški sklepni listini in Pariški listini." |
| Luksemburg              | Luksemburški predsednik vlade Xavier Bettel je na Twitterju objavil: "Obsojam nedavno rusko kršitev minških sporazumov. Za enoten odziv bomo tesno sodelovali s partnerji iz EU." |
| Malta                   | Republika Malta obsoja odločitev Ruske federacije, da uradno prizna neodvisnost nevladnih območij Donecka in Luganska. Ta odločitev pomeni kršitev ozemeljske celovitosti in suverenosti Ukrajine, ni v skladu z načeli Ustanovne listine Združenih narodov in krši minške sporazume ter spodkopava možnost diplomatske rešitve. |
| Mehika                  | Stalno predstavništvo Mehike pri Združenih narodih ponovno izraža spoštovanje ozemeljske celovitosti Ukrajine in iskanje rešitve po diplomatski poti. |
| Moldavija               | Predsednica Moldavije Maia Sandu je na Twitterju objavila: "Odločno obsojamo (rusko) priznanje separatističnih območij v Donecku in Lugansku v (Ukrajini). To je očitno v nasprotju z mednarodnim pravom. (Moldavija) ostaja trdno zavezana podpori suverenosti in ozemeljske celovitosti (Ukrajine) znotraj njenih mednarodno priznanih meja." |
| Črna gora               | Ministrstvo za zunanje zadeve Črne gore je na Twitterju objavilo: "Odločitev Rusije, da prizna samooklicani "ljudski republiki" Doneck in Lugansk, je kršitev suverenosti in ozemeljske celovitosti Ukrajine, sporazumov #Minsk in mednarodnega prava. #Črna gora je združena z (Evropsko unijo) in svojimi zaveznicami #NATO v podporo #Ukraine" |
| Nizozemska              | The Minister of Foreign Affairs of the Kingdom of the Netherlands Wopke Hoekstra has stated on Twitter: "The recognition of the separatist territories in #Ukraine is a blatant violation of international law, the territorial integrity of Ukraine, and Minsk agreements. The Netherlands strongly condemns this act and will respond firmly in close coordination with our EU & NATO partners." |
| Nova Zelandija          | The Minister of Foreign Affairs Nanaia Mahuta stated on Twitter: "Aotearoa New Zealand strongly supports Ukraine's sovereignty and territorial integrity. Russia's actions today violate international law and cut across diplomatic efforts to find a peaceful resolution" |
| Severna Makedonija      | The Foreign Affairs Minister of The Republic of North Macedonia Bujar Osmani has stated on Twitter: "We strongly condemn the recognition by (Russia) of the (Ukraine) areas #Donetsk & #Lugansk as independent. Such acts represent a severe violation of international law. (North Macedonia) reiterates its unequivocal support for sovereignty & territorial integrity of #Ukraine @DmytroKuleba" |
| Norveška                | The Norwegian Minister of Foreign Affairs Anniken Huitfeldt has stated that "Norway condemn the Russian declaration of recognizing the self-proclaimed people's republics in Donetsk and Luhansk as independent states", saying that the decision is "another violation of Ukrainian sovereignty". She further stated that "Norway supports Ukraine's independence and territorial integrity in accordance with internationally recognized borders". |
| Peru                    | The peruvian government stated the following: "Peru today expressed its deep concern over the evolution of events inside the Donetsk and Lugansk regions, as well as on the eastern border of Ukraine and Russia, and call for a peaceful and sustainable solution through diplomatic channels". The Permanent Representative of Peru to the UN, Ambassador Manuel Rodriguez Cuadros added: "The recognition of the independence of the separatist territories and the deployment of military forces in these territories are incompatible with the principles of the UN and constitute a violation of the territorial integrity and sovereignty of Ukraine".           |
| Poljska                 | The Polish Foreign Ministry firmly condemned the Russian declaration of two self-proclaimed republics situated on the territory of Ukraine – the so-called "Donetsk People's Republic" and "Luhansk People's Republic" and stated Russia has violated the Minsk Agreement. Polish government expressed its solidarity with Ukraine and urge Russia to cease its illegal actions that breached international laws. |
| Portugalska             | The Prime Minister of Portugal António Costa posted a statement on Twitter: "Russian recognition of the two breakaway Ukraine regions clearly violates the Minsk accords and jeopardizes Ukraine's territorial integrity. We strongly condemn this action and express our full solidarity with Ukraine." |
| Romunija                | President of Romania Klaus Iohannis, Prime Minister of Romania Nicolae Ciucă and other relevant Romanian political figures such as Ludovic Orban and Kelemen Hunor condemned Russia's decision to recognize the two separatist republics of Donetsk and Luhansk. Furthermore, Iohannis described the event as a serious violation of international law. |
| Srbija                  | Srbski predsednik Aleksandar Vučić je v intervjuju dejal: "V tem trenutku se Srbija "težko opredeli". Srbska vlada podpira suverenost in ozemeljsko celovitost Ukrajine, vendar nasprotuje sankcijam proti Rusiji. |
| Singapur                | Tiskovni predstavnik ministrstva za zunanje zadeve je dejal: "Singapur je zelo zaskrbljen zaradi stopnjevanja napetosti na ukrajinsko-ruski meji in ruske odločitve o priznanju dveh odcepljenih ukrajinskih regij. Treba je spoštovati suverenost, neodvisnost in ozemeljsko celovitost Ukrajine. Vse vpletene strani bi si morale še naprej prizadevati za dialog, vključno z diplomatskimi sredstvi, za mirno rešitev spora v skladu z mednarodnim pravom in se izogibati dejanjem, ki bi še povečevala napetosti v regiji." |
| Slovaška                | Slovaško zunanje ministrstvo odločno ne priznava samooklicane neodvisnosti separatističnih entitet. Slovaško načelno zunanjepolitično stališče podpira politično suverenost, neodvisnost in ozemeljsko celovitost Ukrajine ter splošno veljavnost in spoštovanje načel mednarodnega prava. |
| Slovenija               | Slovensko ministrstvo za zunanje zadeve je sporočilo: "Slovenija ostro obsoja odločitev predsednika Putina, da prizna ukrajinski regiji Doneck in Lugansk za neodvisni entiteti. Ti sovražni ukrepi so očitna kršitev mednarodnega prava in obveznosti iz minških sporazumov ter ne bodo ostali brez posledic." |
| Južna Koreja            | Južnokorejski predsednik Mun Dže-in je pozval Rusijo, naj spoštuje ozemeljsko celovitost ukrajinske suverenosti, in se zavezal, da si bo skupaj z mednarodno skupnostjo prizadeval za umiritev razmer v regiji. Moon je uradnikom tudi naročil, naj se temeljito pripravijo na zaščito južnokorejskih državljanov v Ukrajini. |
| Španija                 | Španski minister za zunanje zadeve, Evropsko unijo in sodelovanje José Manuel Albares je na Twitterju objavil: "Rusko priznanje separatističnih ozemelj v vzhodni Ukrajini je očitna kršitev ozemeljske celovitosti Ukrajine, sporazumov iz Minska in mednarodnih zakonitosti. Odzvali se bomo v tesnem sodelovanju z našimi partnerji in zavezniki." |
| Švedska                 | Švedska zunanja ministrica Ann Linde je na Twitterju objavila: "Odločno obsojam rusko priznanje nevladnih območij v ukrajinskih regijah Doneck in Lugansk za neodvisne entitete. To je očitna kršitev mednarodnega prava in sporazumov iz Minska." |
| Švica                   | Švicarsko federativno ministrstvo za zunanje zadeve je na Twitterju objavilo: "Rusija je priznala nekatera območja ukrajinskih regij Lugansk in Doneck za neodvisni državi, kar je očitna kršitev mednarodnega prava, ozemeljske celovitosti in suverenosti Ukrajine ter minških sporazumov. Švica poziva Rusijo, naj spoštuje svoje mednarodne obveznosti in se vzdrži svojih potez." |
| Turčija                 | Turško zunanje ministrstvo je rusko priznanje Donecka in Luganska označilo za nesprejemljivo in ga označilo za očitno kršitev ne le minškega sporazuma, ampak tudi ukrajinske politične enotnosti. Turčija je izjavila, da bo sodelovala z Ukrajino pri ohranjanju njene politične enotnosti in ozemeljske celovitosti. |
| Ukrajina                | Ukrajinsko ministrstvo za zunanje zadeve obsoja odločitev Ruske federacije, da prizna "neodvisnost" ustvarjenih kvazi entitet na začasno zasedenih ozemljih Ukrajine, tako imenovane "Luganske ljudske republike" in "Donecke ljudske republike". |
| Združeno kraljestvo     | Britanska zunanja ministrica Liz Truss je kmalu po priznanju Donecka in Luganska obsodila rusko potezo in Rusijo pozvala, naj preneha z destabilizacijskim vedenjem proti Ukrajini. Trussova je tudi izjavila, da bo britanska vlada zaradi njenih destabilizacijskih dejavnosti v regiji v kratkem napovedala nove sankcije proti Rusiji. Predsednik vlade Boris Johnson je Putinovo potezo označil za "slabo znamenje" in "očitno kršitev suverenosti" in pozneje sklical sestanek COBR, da bi razpravljali o razmerah v Ukrajini. |
| Združene države Amerike | Na dan objave Putinove izjave je predsednik ZDA Joe Biden podpisal izvršni ukaz 13660, s katerim je uvedel sankcije proti republikama v vzhodni Ukrajini. Odredba, kot izhaja iz izjave sekretarke Bele hiše Jen Psaki, prepoveduje "nove naložbe, trgovino in financiranje s strani ameriških oseb iz njiju ali v njiju v t. i. Donecki ljudski republiki in Luganski ljudski republiki, ki se nahajata v Donbasu" ter daje pooblastilo za uvedbo sankcij proti "vsem osebam, za katere se ugotovi, da delujejo na teh območjih Ukrajine." |
| Urugvaj                 | Urugvajsko zunanje ministrstvo z veliko zaskrbljenostjo spremlja povečanje napetosti na meji med Ukrajino in Rusijo, ki se je po ruskem priznanju dveh separatističnih regij v Ukrajini in premestitvi vojaških enot v nasprotju z načeli Ustanovne listine Združenih narodov hitro stopnjevala. |
| Uzbekistan              | 17. marca 2022 je zunanji minister Uzbekistana Abdulaziz Kamilov dejal, da Uzbekistan ne priznava separatističnih regij, in povedal, da sta obe separatistični regiji, vključno s Krimom, del Ukrajine. |

#### De factodržave
| Država                      | Opombe |
| --------------------------- | --- |
| Kosovo                      | Ministrstvo za zunanje zadeve Kosova je izrazilo solidarnost z Ukrajino proti ruski agresiji in navedlo, da Putin vodi vojno proti demokraciji. Kosovo je tudi pozvalo svobodni svet, naj odločno nastopi proti Putinu in njegovim zastopnikom. |
| Republika Kitajska (Tajvan) | Ministrstvo za zunanje zadeve ROC je izrazilo "globoko obžalovanje in obsodbo" Rusije, potem ko je ta namestila ruske sile v separatistični regiji. Predsednica ROC in tiskovna predstavnica izvršnega juana Kolas Jotaka je dejala, da je "spodbudno", da veleposlaniki ZN zavračajo ozemeljske zahteve Rusije po Ukrajini, in dejala, da se veseli dneva, ko bo "svet enako zavrnil" zahteve Ljudske republike Kitajske glede Tajvana. |

#### Mednarodne ali regionalne organizacije
| Organizacija    | Opombe |
| --------------- | --- |
| Evropska unija  | Najvišji uradniki Evropske unije so obsodili rusko priznanje in ga označili za "očitno kršitev mednarodnega prava". Predsednik Evropskega sveta Charles Michel in predsednica Evropske komisije Ursula von der Leyen sta v skupni izjavi "najostreje obsodila odločitev ruskega predsednika, da nadaljuje s priznavanjem nevladnih območij v regijah Doneck in Lugansk v Ukrajini kot neodvisnih subjektov." Naslednji dan je EU sankcionirala 351 poslancev državne dume zaradi podpore neodvisnosti obeh regij. |
| NATO            | Generalni sekretar Nata Jens Stoltenberg je obsodil odločitev ruske razširitve priznanja na samooklicani republiki Doneck in Lugansk, in izjavil: "To dodatno spodkopava suverenost in ozemeljsko celovitost Ukrajine, spodkopava prizadevanja za rešitev konflikta in krši minške sporazume, katerih podpisnica je tudi Rusija." Zavezništvo je podprlo suverenost in ozemeljsko celovitost Ukrajine znotraj njenih mednarodno priznanih meja, pri čemer so zavezniki Rusijo pozvali, naj "izbere diplomatsko pot in nemudoma obrne svoje množično vojaško kopičenje v Ukrajini in njeni okolici ter umakne svoje sile iz Ukrajine v skladu s svojimi mednarodnimi obveznostmi in zavezami." |
| OVSE            | OVSE ne priznava DLR in jih označuje za "nezakonite oborožene skupine v Donbasu", njihova okupirana ozemlja pa za "določena območja regij Donecka in Luganska" ali s kratico "CADLR". Poročilo OVSE o vojnih zločinih namiguje, da "neodvisne države" niso niti "sovojskujoče se države Rusije", omenja jih za "samooklicane 'republike'", ruske "pooblaščence" in "pod splošnim nadzorom Rusije«, in navaja, da je zato Rusija odgovorna za njihovo kazniva dejanja zoper mednarodno humanitarno pravo. |
| Združeni narodi | Generalni sekretar ZN António Guterres je obsodil rusko priznanje in jo označil za kršitev ozemeljske in suverene celovitosti Ukrajine ter "smrtni udarec" minškim sporazumom. Guterres je tudi okrcal odločitev Rusije, da v regijo pošlje "mirovne sile" z besedami: "Ko enote ene države vstopijo na ozemlje druge države brez njenega soglasja, niso nepristranske mirovne sile. Sploh niso mirovniki." |